# Meritxell Ruiz i Isern
Meritxell Ruiz i Isern (Reus, 1978) és secretària general de la Fundació Escola Cristiana de Catalunya. Va ser política catalana i consellera d'Ensenyament de la Generalitat de Catalunya de gener 2016 a juliol 2017. Ha estat diputada al Parlament de Catalunya en la VIII Legislatura (2006-2010) i directora general d'Atenció a la Família i Comunitat Educativa (2011-2016) al Departament d'Ensenyament de la Generalitat.

## Biografia
És llicenciada en administració i direcció d'empreses per la Universitat Rovira i Virgili (URV). Té el diploma d'estudis avançats (DEA) després d'haver superat el primer cicle del programa de doctorat en Economia i Empresa a la URV i hi ha obtingut també el certificat d'aptitud pedagògica (CAP) per l'Institut de Ciències de l'Educació. Ha treballat com a assessora de serveis financers a la Caixa d'Estalvis i Pensions de Barcelona, especialitzada en el segment d'empreses (2003-2006). Ha publicat El capital risc: una eina de finançament per a les PIMES, la seva tesina de doctorat en economia i empresa. Ha estat membre del Consell de Joves de l'Ajuntament de Reus, membre de l'equip directiu del Centre de Promoció Juvenil i de la Dona de Reus, de la Fundació Pont i Gol (2003-2005), membre del cos tècnic del cos de dansa de l'Esbart Dansaire de l'Orfeó Reusenc (2001-2003) i membre del Consell General de l'Institut Municipal d'Acció Cultural de l'Ajuntament de Reus. Va ser diputada al Parlament de Catalunya entre 2006 i 2010. El 2009 va rebre el Premi Joaquim Xicoy per haver contribuït al pacte i a la confecció de la Llei d'Educació de Catalunya. Entre el 2011 i el 2016 va ser directora general d'Atenció a la Familia i Comunitat Educativa al Departament d'Ensenyament de la Generalitat durant l'etapa liderada per la consellera Irene Rigau. Fou militant de Convergència Democràtica de Catalunya (CDC), on des del 2014 fou membre de la Sectorial d'Ensenyament. El 13 de gener de 2016 va ser nomenada consellera d'Ensenyament de la Generalitat pel president Carles Puigdemont. Va prendre possessió del càrrec l'endemà. El 14 de juliol de 2017 va plegar del govern de la Generalitat per circumstàncies derivades de l'organització del referèndum de l'1 d'octubre del 2017. A les darreries de 2018 va abandonar el càrrec de la direcció nacional del Partit Demòcrata Europeu Català, tot i continuar com a militant de base, per dedicar-se exclusivament a la seva carrera en el món de l'educació. Actualment és la Directora General d'Escoles Cristianes de Catalunya.